# Rio Căian
O Rio Căian é um rio da Romênia afluente do Rio Mureş, localizado no distrito de Hunedoara.